# Lista de singles número um na Noruega em 2015

O DJ Kygo, com seus singles "Firestone", "Stole the Show" e "Nothing Left, passou 13 semanas no topo do ranking.

Esta é uma lista dos singles número um na VG-lista em 2015. A VG-lista Topp 20 Single é a parada musical oficial da Noruega, tendo se iniciado em 1958. Neste ano, treze canções de dezessete artistas ou grupos musicais chegaram à primeira posição da parada. A canção "Hello", da cantora Adele, passou sete semanas consecutivas no topo da parada, enquanto apenas uma canção vigorou por uma semana na primeira colocação.
O artista Kygo conseguiu três singles número um na VG-lista em 2015, enquanto os outros artistas e grupos conseguiram apenas um.
Adele conseguiu seu segundo single no topo da parada, enquanto o cantor Justin Bieber conseguiu sua primeira canção número um com "What Do You Mean?", assim como o cantor Freddy Kalas com o single "Pinne for landet", Ellie Goulding com "Love Me like You Do",, Morgan Sulele com "Bare Min", Mike Posner com "I Took A Pill In Ibiza" e Alan Walker com "Faded".

## Histórico

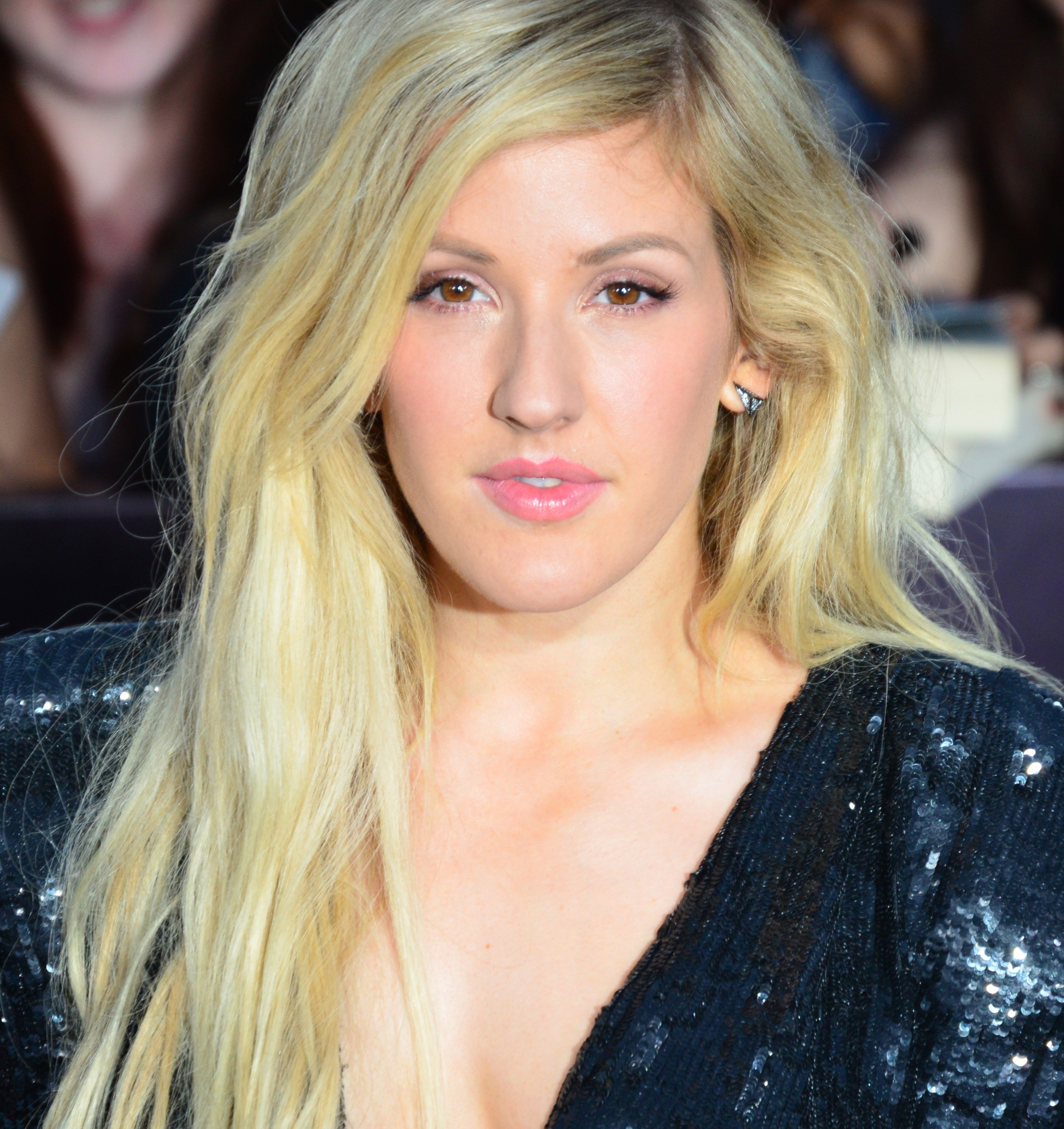
A canção "Love Me like You Do" da cantora Ellie Goulding passou 5 semanas consecutivas no topo.

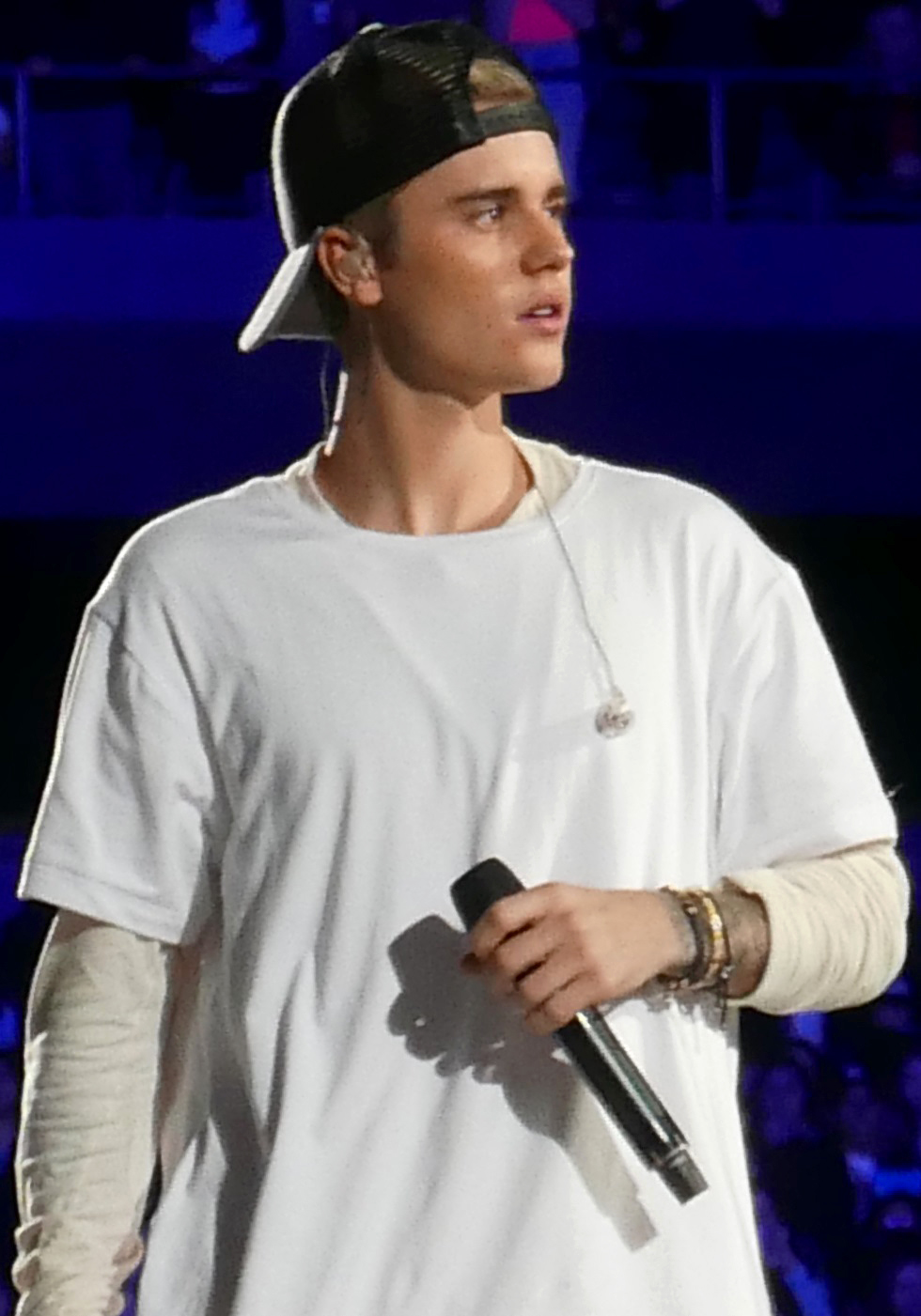
Justin Bieber ficou por 5 semanas consecutivas com a primeira colocação da lista com a canção "What Do You Mean?"

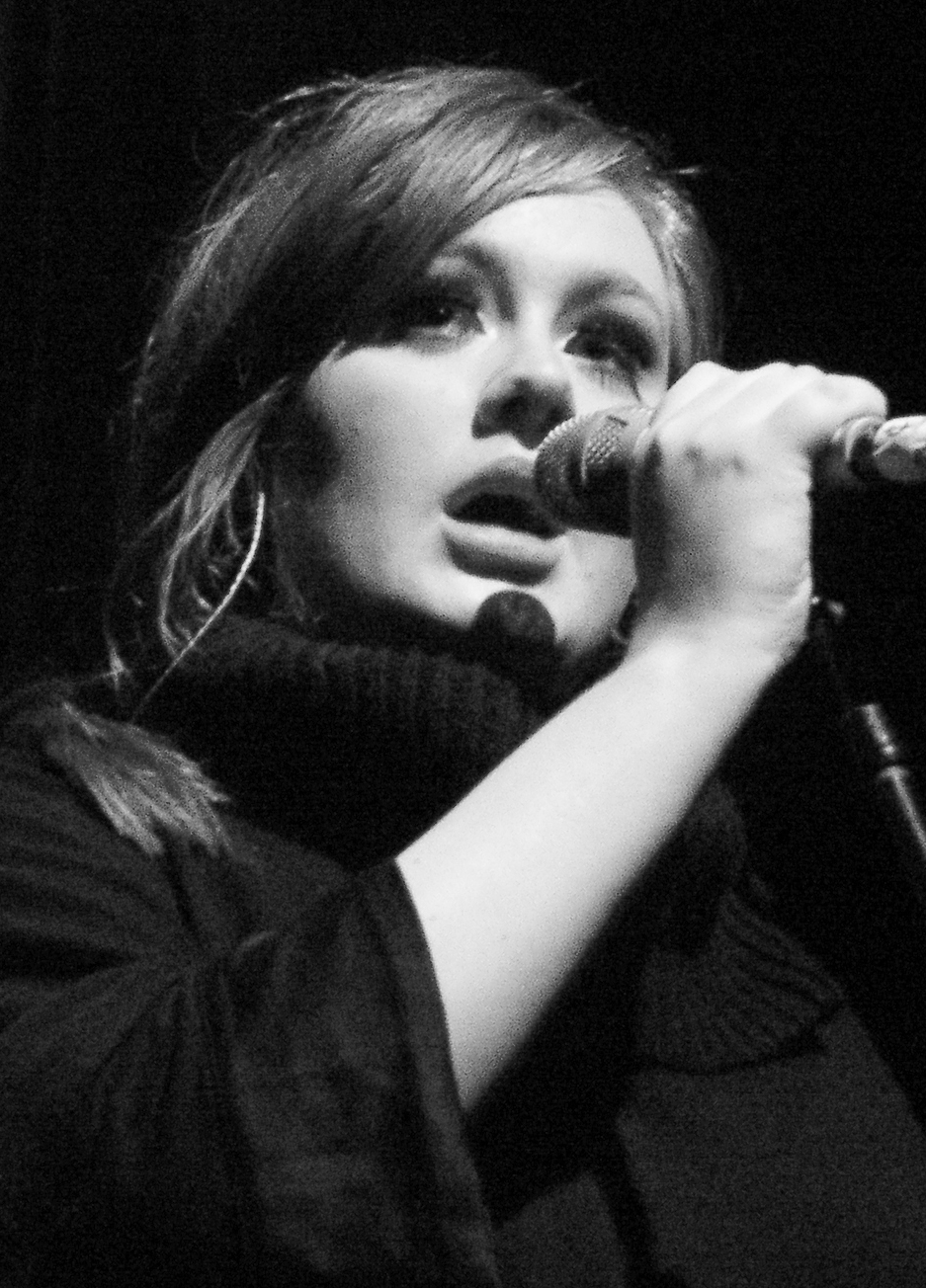
A canção "Hello" da cantora Adele permaneceu por sete semanas consecutivas no topo.

| Se- manas | Canção                                | Artista(s)                           | Ref.   |
| --------- | ------------------------------------- | ------------------------------------ | ------ |
| 1         | "Firestone"                           | Kygo e Conrad Sewell                 | [ 8 ]  |
| 2         | "Firestone"                           | Kygo e Conrad Sewell                 | [ 9 ]  |
| 3         | "Firestone"                           | Kygo e Conrad Sewell                 | [ 10 ] |
| 4         | "Pinne for landet"                    | Freddy Kalas                         | [ 11 ] |
| 5         | "Pinne for landet"                    | Freddy Kalas                         | [ 12 ] |
| 6         | "Pinne for landet"                    | Freddy Kalas                         | [ 13 ] |
| 7         | "Love Me like You Do"                 | Ellie Goulding                       | [ 14 ] |
| 8         | "Love Me like You Do"                 | Ellie Goulding                       | [ 15 ] |
| 9         | "Love Me like You Do"                 | Ellie Goulding                       | [ 16 ] |
| 10        | "Love Me like You Do"                 | Ellie Goulding                       | [ 17 ] |
| 11        | "Love Me like You Do"                 | Ellie Goulding                       | [ 18 ] |
| 12        | "FourFiveSeconds"                     | Rihanna, Kanye West e Paul McCartney | [ 19 ] |
| 13        | "Stole the Show"                      | Kygo e Parson James                  | [ 20 ] |
| 14        | "Stole the Show"                      | Kygo e Parson James                  | [ 21 ] |
| 15        | "Stole the Show"                      | Kygo e Parson James                  | [ 22 ] |
| 16        | "See You Again"                       | Wiz Khalifa e Charlie Puth           | [ 23 ] |
| 17        | "See You Again"                       | Wiz Khalifa e Charlie Puth           | [ 24 ] |
| 18        | "See You Again"                       | Wiz Khalifa e Charlie Puth           | [ 25 ] |
| 19        | "See You Again"                       | Wiz Khalifa e Charlie Puth           | [ 26 ] |
| 20        | "See You Again"                       | Wiz Khalifa e Charlie Puth           | [ 27 ] |
| 21        | "Stole the Show"                      | Kygo e Parson James                  | [ 28 ] |
| 22        | "Stole the Show"                      | Kygo e Parson James                  | [ 29 ] |
| 23        | "Stole the Show"                      | Kygo e Parson James                  | [ 30 ] |
| 24        | "Waiting for Love"                    | Avicii                               | [ 31 ] |
| 25        | "Waiting for Love"                    | Avicii                               | [ 32 ] |
| 26        | "Bare min"                            | Morgan Sulele                        | [ 33 ] |
| 27        | "Bare min"                            | Morgan Sulele                        | [ 34 ] |
| 28        | "Bare min"                            | Morgan Sulele                        | [ 35 ] |
| 29        | "Bare min"                            | Morgan Sulele                        | [ 36 ] |
| 30        | "Bare min"                            | Morgan Sulele                        | [ 37 ] |
| 31        | "Bare min"                            | Morgan Sulele                        | [ 38 ] |
| 32        | "Nothing Left"                        | Kygo e Will Heard                    | [ 39 ] |
| 33        | "Nothing Left"                        | Kygo e Will Heard                    | [ 40 ] |
| 34        | "Nothing Left"                        | Kygo e Will Heard                    | [ 41 ] |
| 35        | "Nothing Left"                        | Kygo e Will Heard                    | [ 42 ] |
| 36        | "What Do You Mean?"                   | Justin Bieber                        | [ 43 ] |
| 37        | "What Do You Mean?"                   | Justin Bieber                        | [ 44 ] |
| 38        | "What Do You Mean?"                   | Justin Bieber                        | [ 45 ] |
| 39        | "What Do You Mean?"                   | Justin Bieber                        | [ 46 ] |
| 40        | "What Do You Mean?"                   | Justin Bieber                        | [ 47 ] |
| 41        | "I Took A Pill In Ibiza (SeeB Remix)" | Mike Posner                          | [ 48 ] |
| 42        | "I Took A Pill In Ibiza (SeeB Remix)" | Mike Posner                          | [ 49 ] |
| 43        | "I Took A Pill In Ibiza (SeeB Remix)" | Mike Posner                          | [ 50 ] |
| 44        | "Hello"                               | Adele                                | [ 51 ] |
| 45        | "Hello"                               | Adele                                | [ 52 ] |
| 46        | "Hello"                               | Adele                                | [ 53 ] |
| 47        | "Hello"                               | Adele                                | [ 54 ] |
| 48        | "Hello"                               | Adele                                | [ 55 ] |
| 49        | "Hello"                               | Adele                                | [ 56 ] |
| 50        | "Hello"                               | Adele                                | [ 57 ] |
| 51        | "Faded"                               | Alan Walker                          | [ 58 ] |
| 52        | "Faded"                               | Alan Walker                          | [ 59 ] |
| 53        | "Faded"                               | Alan Walker                          | [ 60 ] |